# Шапиева, Умурахиль Магомедовна
Шапиева, Умурахиль Магомедовна (1924, Аймаумахи, ДАССР — 2000, Махачкала, Дагестан) — советская и российская писательница. Член Союза писателей СССР, Член Союза журналистов СССР. Заслуженный работник культуры Российской Федерации и Дагестанской АССР. Лауреат Государственной премии Республики Дагестан.  

## Биография
Умурахиль Шапиева родилась в 1924 году на хуторе села Урахи, в селе Аймаумахи Сергокалинского района Дагестанской АССР. По национальности — даргинка.
Окончила первое Буйнакское педагогическое училище, далее Дагестанский государственный педагогический институт.
Трудовую деятельность начала учительницей Сергокалинской средней школы № 1, работала заведующей районо Андалальского района, далее окончила Высшую партийную школу ЦК КПСС.
После окончания ВПШ была назначена инструктором Дагобкома КПСС и научным сотрудником Института марксизма и ленинизма Дагестанского филиала АН СССР. 
Также работала Главным редактором Республиканского журнала «Женщина Дагестана».

## Творчество
Первые произведения Шапиевой были опубликованы в 1958 году, а отдельным изданием сборник её рассказов вышел в 1963. Важной темой творчества Шапиевой является изображение трудящихся женщин, эмансипация, рост роли женского общества (роман «Счастливыми не рождаются» и др.). Критическую направленность имеет роман «Сердце жизни», где вскрываются недостатки местных руководителей, их карьеризм.